# O'Shea Jackson Jr.
O'Shea Jackson Jr.  (Los Ángeles, California; 24 de febrero de 1991), también conocido como OMG, es un actor  y rapero estadounidense. Es el hijo mayor del rapero Ice Cube, en 2015 actuó como su padre en Straight Outta Compton, el cual era su debut en largometrajes.

## Primeros años
Jackson nació en Los Ángeles, California, hijo de O'Shea Jackson Sr., más conocido como Ice Cube, y Kimberly Woodruff. Jackson se crio en el Valle de San Fernando y es el segundo hijo de cuatro. Tiene dos hermanos, el mayor Darrell y el menor Shareef, y una hermana menor, Kareema. Jackson asistió a William Howard Taft High School en Woodland Hills, California, de donde se graduó en 2009. Su padre también asistió a Taft High School. Jackson se graduó de la Universidad del Sur de California, donde estudió escritura de guiones.

## Carrera

### Película
En junio de 2014, se anunció que Jackson había sido elegido para interpretar a su padre, Ice Cube, en Straight Outta Compton, una película biográfica sobre N.W.A. La película fue lanzada el 14 de agosto de 2015, con críticas mayormente positivas. Jackson destaca por su parecido físico con su padre, que el mismo Ice Cube describió como "perfecto".
En 2018, Jackson protagonizó la película Den of Thieves, que también incluía a 50 Cent y Gerard Butler.

### Música
En 2010, Jackson y su hermano Darrell aparecieron en las canciones "She Couldn't Make It On Her Own" y "Y'all Know How I Am", del álbum de su padre I Am the West.
En marzo de 2012, Jackson, bajo el nombre de OMG, lanzó su primer mixtape, Jackin 'for Beats.
En 2015, Jackson apareció en el video musical de Pia Mia's para su canción "Touch". También apareció en el video musical del dúo estadounidense de hip hop Twenty88's, "Out of Love", promocionando su obra homónima debut extendida.

## Vida personal
Jackson tiene una hija, Jordan Reign Jackson, nacida en agosto de 2017 con su exnovia, Jackie García. Jordan es el primer nieto de Ice Cube.

## Filmografía

### Películas
| Año  | Título                         | Personaje          | Notas |
| ---- | ------------------------------ | ------------------ | ----- |
| 2009 | Janky Promoters                | DJ Dolla           |       |
| 2015 | Straight Outta Compton         | Ice Cube           |       |
| 2017 | Ingrid Goes West               | Dan Pinto          |       |
| 2018 | Den of Thieves                 | Donnie Wilson      |       |
| 2019 | Long Shot                      | Lance              |       |
| 2019 | Godzilla: Rey de los Monstruos | Jackson Barnes     |       |
| 2019 | Just Mercy                     | Anthony Ray Hinton |       |
| 2023 | Cocaine Bear                   | Daveed             |       |
| 2025 | Den of Thieves 2: Pantera      | Donnie Wilson      |       |

### Televisión
| Año  | Título         | Personaje | Notas |
| ---- | -------------- | --------- | ----- |
| 2022 | Obi-Wan Kenobi | Roken     |       |

## Discografía
| Año  | Título            | Tipo    | Otras notas                      |
| ---- | ----------------- | ------- | -------------------------------- |
| 2012 | Jackin' for Beats | Mixtape |                                  |
| 2014 | "OMG"             | Single  | Producido por Foreign Allegiance |
| 2015 | "Ain't No Place"  | Single  | Producido por Foreign Allegiance |